# Camponotus obreptivus
Camponotus obreptivus é uma espécie de inseto do gênero Camponotus, pertencente à família Formicidae.